# أبو الحجاج يوسف الخامس
أبو الحجاج يوسف الخامس (؟ - 1463) هو يوسف بن أحمد بن يوسف بن محمد بن يوسف بن إسماعيل بن فرج بن إسماعيل بن يوسف. من بني نصر أو بني الأحمر المنحدرة من قبيلة الخزرج القحطانية، حكم مملكة غرناطة في الأندلس بين عامي (1445 - 1446).